# کانر دویر
کانر دویر (به انگلیسی: Conor Dwyer) (زادهٔ ۱۰ ژانویهٔ ۱۹۸۹) شناگر اهل ایالات متحده آمریکا است.